# Riabczowsk
Riabczowsk (ros. Рябчовск) – wieś (sieło) w Rosji, w obwodzie briańskim, w rejonie trubczewskim. W 2021 liczyła 341 mieszkańców.